# تپه مقتیه ۲
تپه مقتیه ۲ مربوط به دوره عیلامیان است و در شهرستان شوشتر، روستای دیلم جدید واقع شده و این اثر در تاریخ ۵ آذر ۱۳۸۰ با شمارهٔ ثبت ۴۳۴۹ به‌عنوان یکی از آثار ملی ایران به ثبت رسیده است.